# Mauricio Solís
Mauricio Solís (castellà: Mauricio Solís Mora)  (Heredia, 13 de desembre de 1972) fou un futbolista costa-riqueny de la dècada de 1990.
Fou 110 cops internacional amb la selecció de Costa Rica.
Pel que fa a clubs, destacà a Herediano, Derby County, Comunicaciones, Alajuelense i OFI Creta.